# Пуччинелли, Анджело
Пуччинелли, Анджело (итал. Angelo Puccinelli; известен из документов с 1379 по 1407 год) — итальянский живописец.

Неизвестная Святая-мученица. Деталь полиптиха. Аукцион Сотбис.

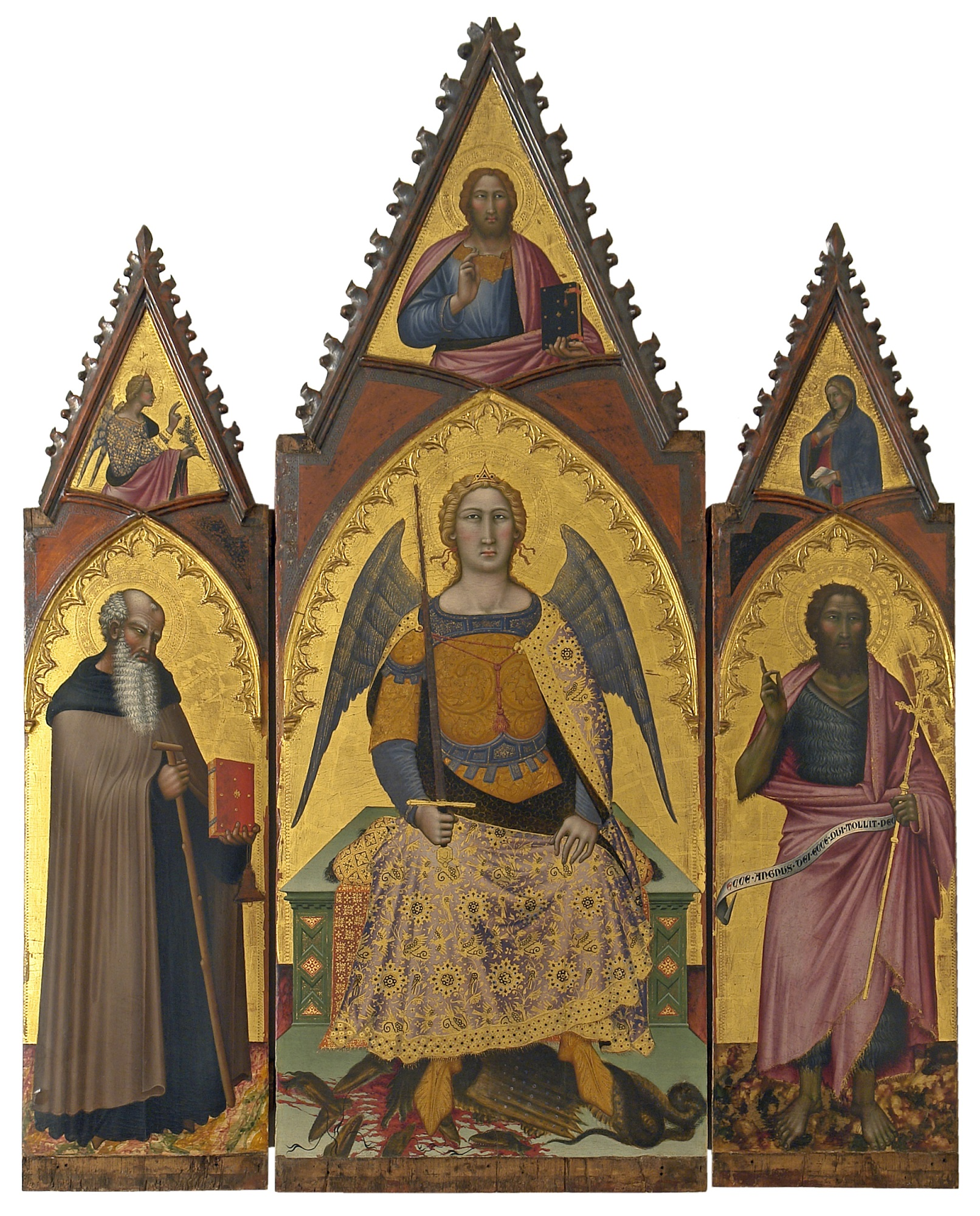
Триптих «Архангел Михаил». 1370-80, Сиена, Пинакотека.

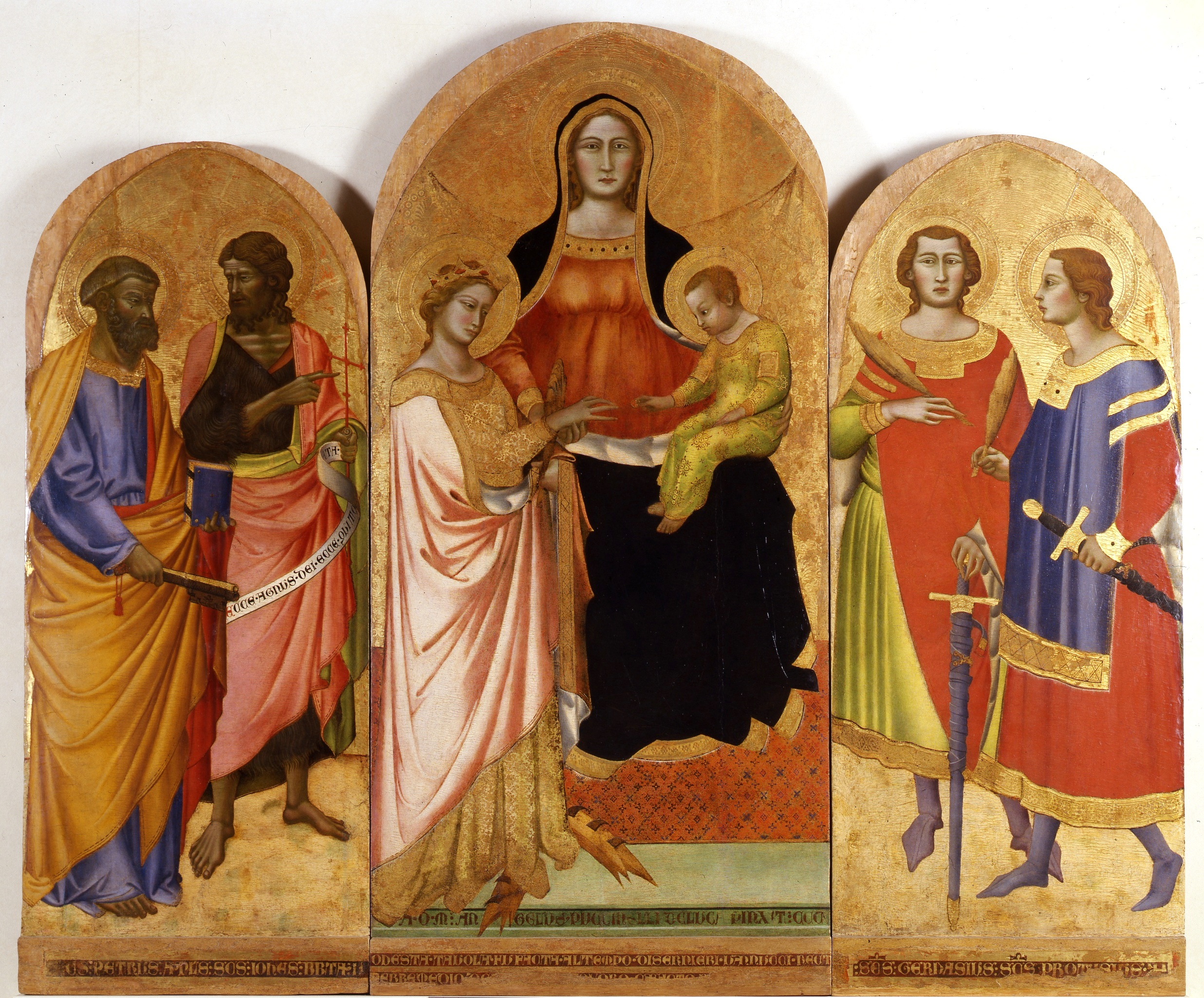
Триптих «Мистическое обручение св. Екатерины». 1381-85, Музей Вилла Гвиниджи, Лукка

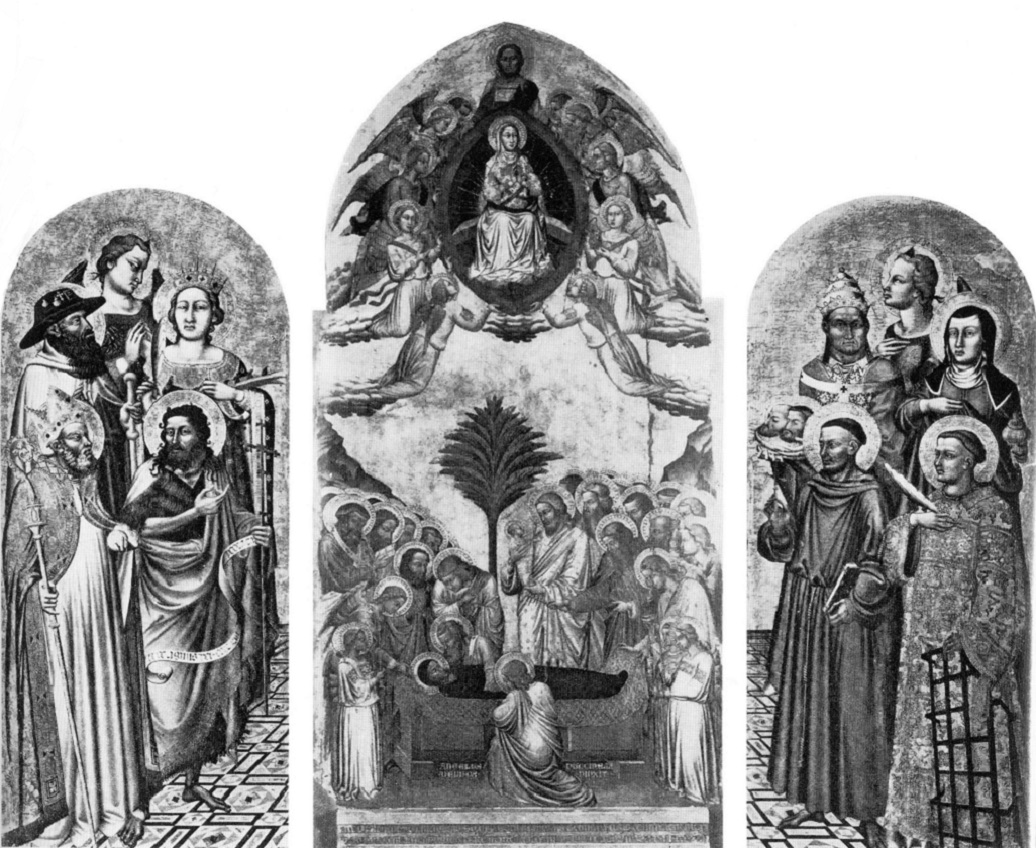
Триптих «Успение и Вознесение Марии». 1386г., Реконструкция.

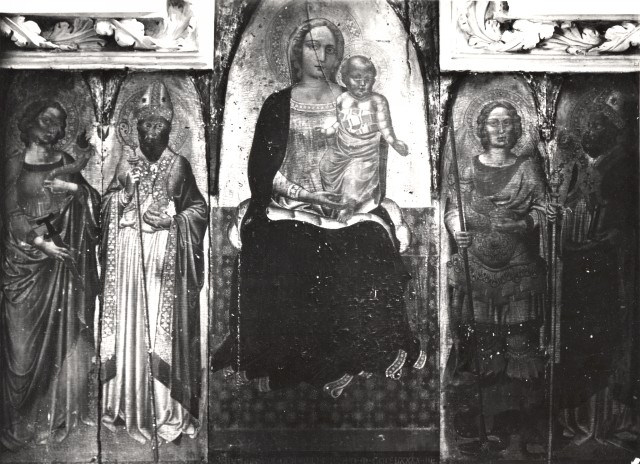
Полиптих «Мадонна с младенцем и святыми» 1394г, ц. Сан Николо, Личчьяна Нарди

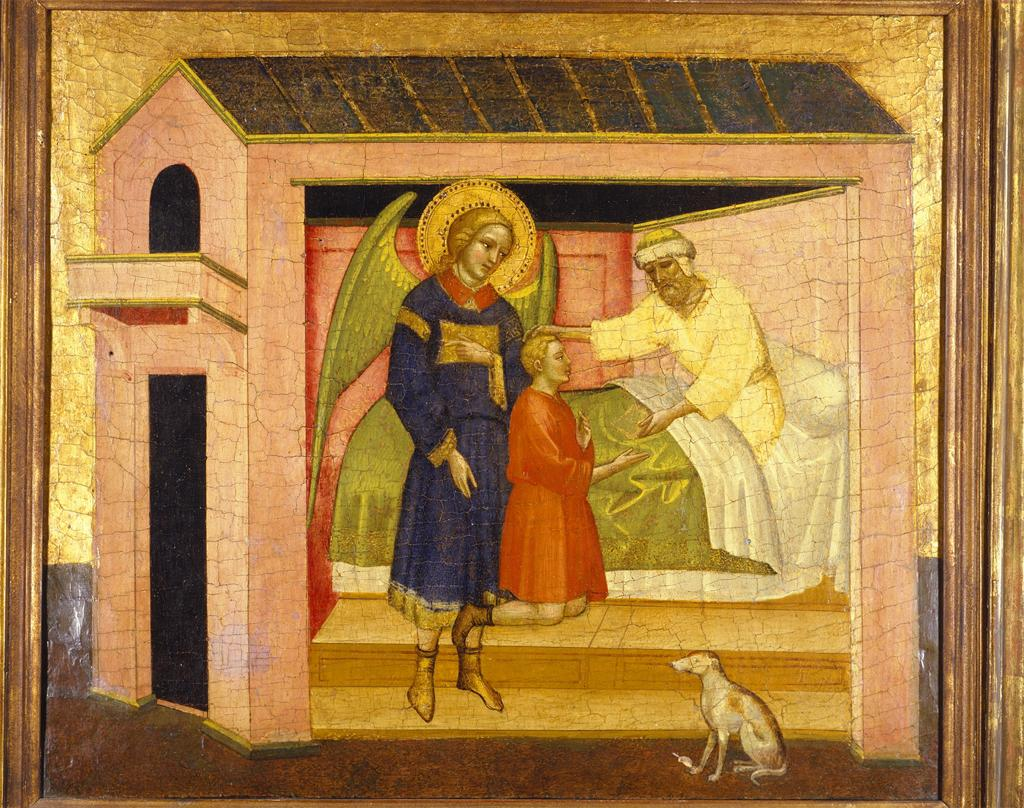
Товит благословляет Товия. 1390-е, Музей искусств Филбрук, Талса. Деталь пределлы неизвестного полиптиха.

## Биография
Даты рождения и смерти Пуччинелли не известны. Согласно сохранившимся сведениям, он происходил из Лукки, но впервые упоминается не в Лукке, а в сиенском документе от 1379 года, сообщающем, что художник был занят росписью деревянной скульптуры св. Петра, которая предназначалась для табернакля, выполненного местным мастером Якопо ди Мино дель Пелличчайо. Несмотря на то, что первое сообщение о художнике происходит из Сиены, эксперты считают, что его творческое формирование было связано с работавшими в Пизе и Лукке мастерами предыдущего поколения, такими, как Франческо Траини и Боуномико Буффальмакко.
В начале 1380-х Анджело Пуччинелли вернулся из Сиены в родной город, и до 1490-х годов его творческий путь лучше просматривается по надписям на картинах (сохранившихся или на сегодня уже утраченных), чем по сообщениям архивных документов, так как последние не говорят о нём практически ничего. В 1382 году он исполнил полиптих для ц. св. Ансано (на нём была дата и подпись, но сегодня он известен только из документов). В 1386 году Пуччинелли написал триптих, центральная панель от которого «Успение и Вознесение Марии» сегодня находится в церкви Санта Мария Фориспортам (Лукка).
В начале 1490-х годов Пуччинелли сотрудничал с художником Франческо ди Андреа Анквилла, однако эта кооперация сводилась к росписи деревянной статуи «Благовещение» для собора св. Мартина и, по всей вероятности, не носила долговременного характера. В архивных документах, датированных 1490-ми годами, сохранилось несколько свидетельств о заказах художнику различных произведений, но ни одно из них сегодня либо не идентифицировано, либо не сохранилось, за исключением полиптиха «Мадонна с младенцем и святыми», написанного в 1394 году. Последний раз его имя упоминается в 1407 году, когда мастер получил заказ на роспись алтаря, который так и не был закончен.

## Основные произведения
Первым известным сегодня произведением Анджело Пуччинелли считается триптих «Архангел Михаил». Он был написан для сиенской церкви Сан Пеллегрино алла Сапиенца, датируется 1370-ми годами и хранится в Сиенской Пинакотеке. Художник изобразил на нём Архангела Михаила, который сидит на троне в рыцарском облачении с мечом и попирает ногами поверженного дракона. На боковых створках - Св. Антоний Аббат и Иоанн Креститель. В пинаклях размещены «Благословляющий Христос» и «Благовещение». Исследователи отмечают, что, несмотря на лукканско-пизанскую выучку, кооперация с сиенцем Якопо ди Мино делль Пеличчайо повлекла за собой явную творческую зависимость художника от новых сиенских учителей, при этом разные авторы приводят разные имена художников, которые могли оказать влияние на творчество мастера: Липпо Мемми, Лука ди Томме, Никколо ди Сер Соццо, Паоло ди Джованни Феи. Известный итальянский искусствовед Федерико Дзери считал, что особенно тесными отношениями в Сиене художник был связан с Никколо ди сер Соццо.
Другая ранняя работа художника, выполненная в Сиене – Триптих, ныне расформированный, боковые створки от которого хранятся, одна в Музее Пти Пале, Авиньон (Иоанн Креститель и Мария Магдалина), вторая ранее была в собрании Пола Гетти, но впоследствии продана на аукционе Сотбис (Св. Екатерина и неизвестный св. Епископ). Центральная панель не сохранилась (по одной из версий, центральной панелью могла быть «Мадонна на троне с младенцем и святыми и Распятие» из Музея Линденау, Альтенбург).  Итальянский исследователь Андреа де Марки считает, что пинаклем-навершием триптиха могла быть «Троица» из частного собрания, США.

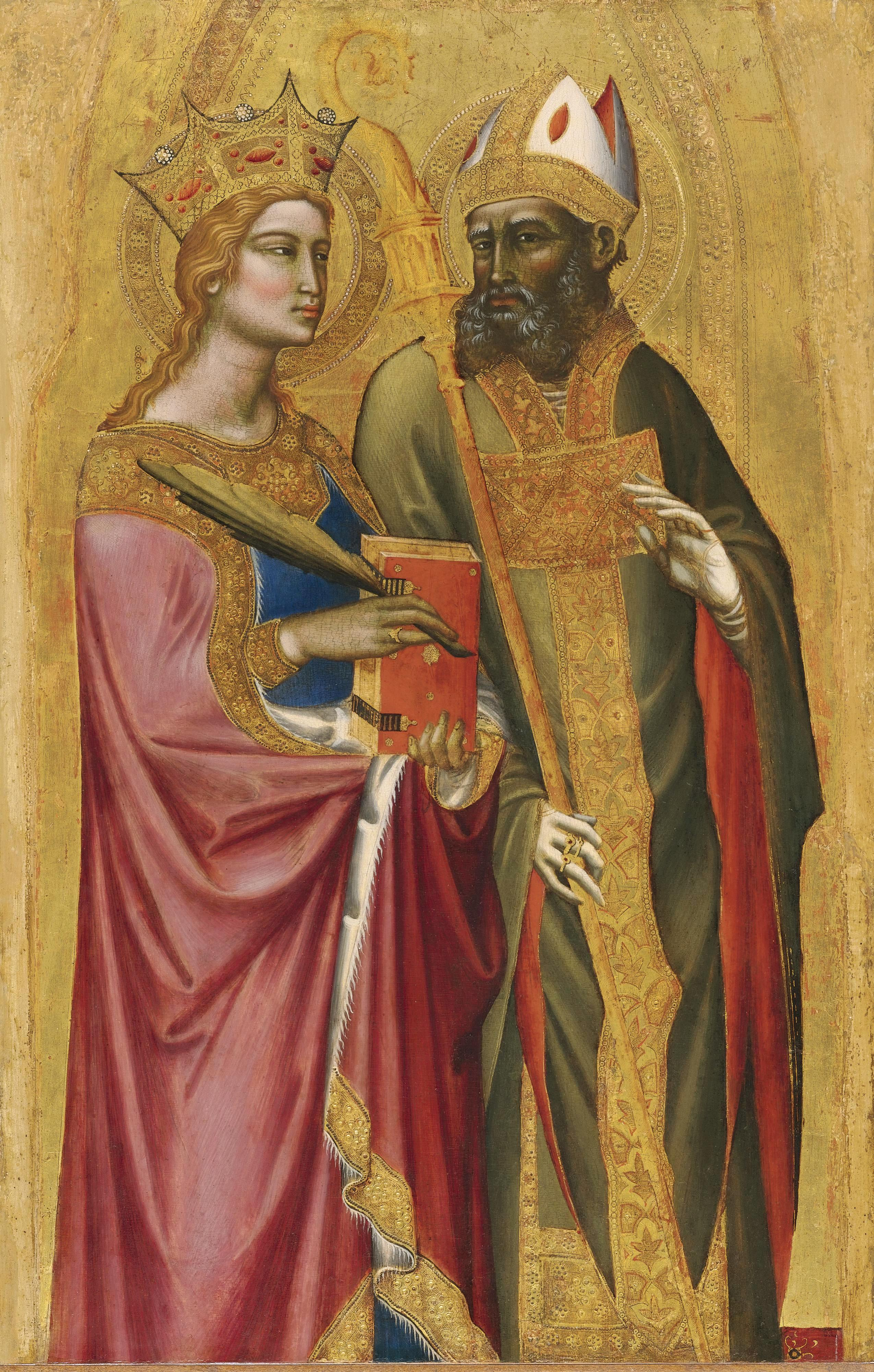
Св. Екатерина и св. Епископ. 1380-86, деталь триптиха. Сотбис.
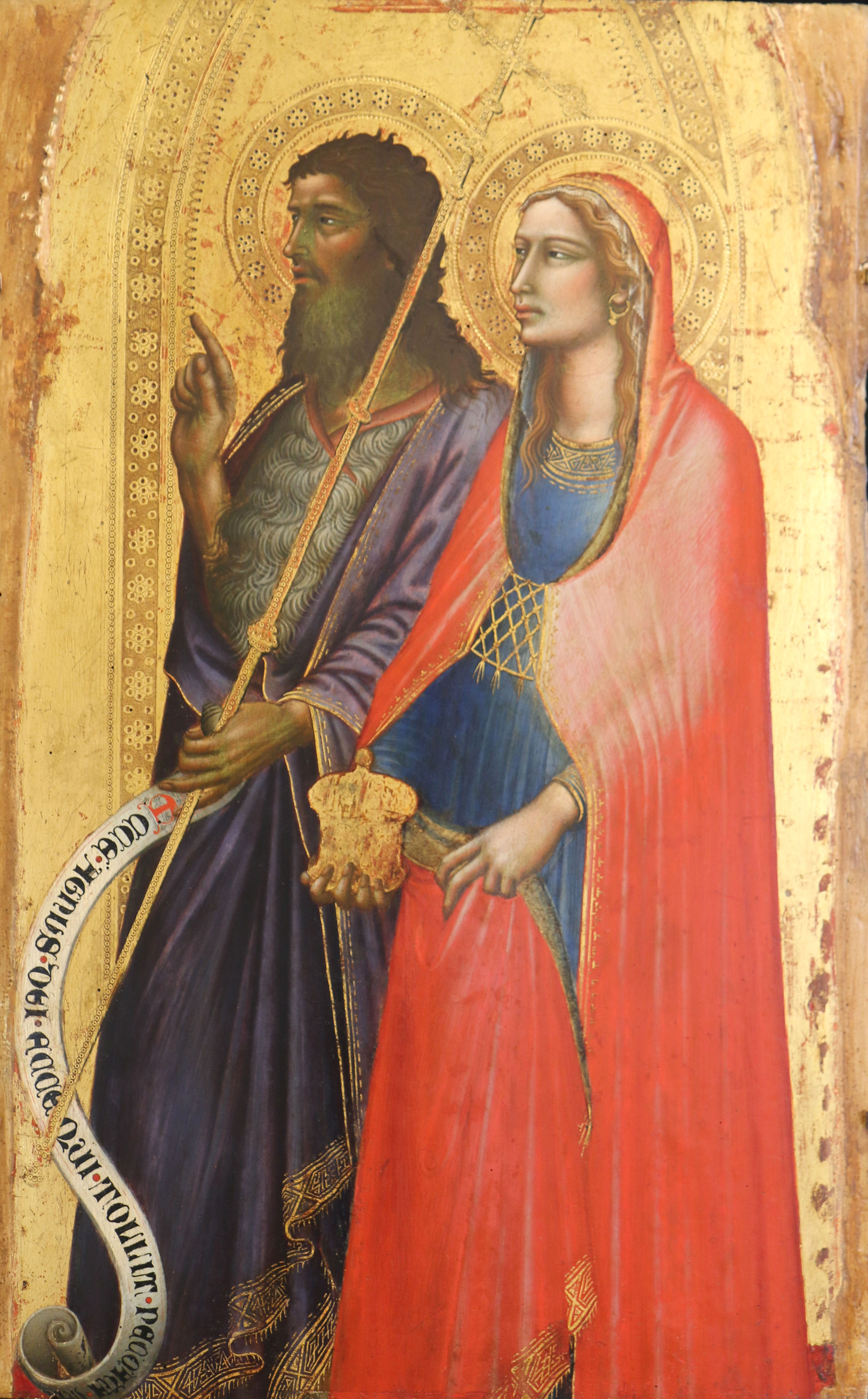
Иоанн Креститель и Мария Магдалина. 1380-86, деталь триптиха. Пти Пале, Авиньон

Триптих «Мистическое обручение св. Екатерины» художник писал уже в Лукке. Он датируется «после 1381 года» и хранится в местном Музее Вилла Гвиниджи. На триптихе есть надпись, сообщающая, что заказчиком является господин Ньери Ваннуччи, ректор госпиталя Санта Мария Фориспортам в 1379-1393 годах. На центральной панели «Мистическое обручение св. Екатерины», на боковых  - «Св. Пётр и Иоанн Креститель» и «Св. Гервасий и св. Протасий». Поскольку этот алтарь не упоминается в инвентарной описи 1381 года, но по своей стилистике ближе к триптиху «Архангел Михаил», чем к триптиху «Успение и Вознесение Марии» от 1386 года, хронологически его располагают в середине 1380-х.
Ещё одно произведение, выполненное в Лукке и относящееся к 1380-м годам – расформированный триптих «Мадонна с младенцем и святыми». Его центральная панель «Мадонна с младенцем» хранится в Музее Вилла Гвиниджи, Лукка, а боковые панели – «Апостол Павел и св. Епископ» и «Св. Леонард и св. Себастьян» в Музее Майер ван ден Берг, Антверпен. Исследователи видят в нём некоторые особенности, позволяющие говорить о влиянии Антонио Венециано и Амброджо Лоренцетти. Хронологически его располагают в первой половине 1380-х годов.
В 1386 году Пуччинелли написал триптих «Успение и Вознесение Марии», от которого сохранилась только центральная часть (ц. Санта Мария Фориспортам, Лукка). Боковые панели с изображениями святых когда-то принадлежали частной коллекции Фон дер Куаст (Германия), но сегодня их следы утрачены. Надпись на сохранившейся части сообщает дату создания – 1386 год, и имя заказчика – лукканского купца Николао сер Пагано Серантони. Произведению присущ блестящий колорит, оно знаменует расцвет творчества мастера. Композиция, положенная в его основу, послужила предметом вдохновения для другого позднеготического мастера – Герардо Старнины.
В 1394 году Анджело Пуччинелли расписал полиптих «Мадонна с младенцем и святыми» (ныне в приходской церкви Сан Николо, Личчьяна Нарди). Кроме «Мадонны с младенцем» на нём изображены св. Лючия и св. Николай Барийский(слева), Михаил Архангел и св. Августин (справа). На полиптихе есть подпись художника и дата. Вероятно, изначально алтарь предназначался для приходской церкви Св Михаила в Варано (пров. Масса). Сохранились документы, сообщающие о платежах художнику со стороны Николао Доменико, ректора госпиталя св. Луки, за исполнение этого полиптиха.
За исключением расписного креста в кафедральном соборе городка Марина ди Каррара, остальные немногочисленные произведения, приписанные Пуччинелли, являются деталями от неизвестных расформированных триптихов или полиптихов. Некоторые из них не имеют окончательно определённой атрибуции, и приписываются разным художникам в зависимости от мнения экспертов.